# Västra Slomvattnet
Västra Slomvattnet är en sjö i Arvika kommun i Värmland och ingår i Göta älvs huvudavrinningsområde. Sjön är 10 meter djup, har en yta på 0,194 kvadratkilometer och befinner sig 220,3 meter över havet.

## Delavrinningsområde
Västra Slomvattnet ingår i det delavrinningsområde (662698-132660) som SMHI kallar för Mynnar i 662502-132381. Medelhöjden är 260 meter över havet och ytan är 7,35 kvadratkilometer. Det finns inga avrinningsområden uppströms utan avrinningsområdet är högsta punkten. Vattendraget som avvattnar avrinningsområdet har biflödesordning 5, vilket innebär att vattnet flödar genom totalt 5 vattendrag innan det når havet efter 281 kilometer. Avrinningsområdet består mestadels av skog (91 procent). Avrinningsområdet har 0,2 kvadratkilometer vattenytor vilket ger det en sjöprocent på 2,7 procent.